# Лубна (Мазовецьке воєводство)
Лубна (пол. Łubna) — село в Польщі, у гміні Ґура-Кальварія Пясечинського повіту Мазовецького воєводства.
Населення — 587 осіб (2011).
У 1975-1998 роках село належало до Варшавського воєводства.

## Демографія
Демографічна структура станом на 31 березня 2011 року:
|          | Загалом | Допрацездатний вік | Працездатний вік | Постпрацездатний вік |
| -------- | ------- | ------------------ | ---------------- | -------------------- |
| Чоловіки | 302     | 67                 | 215              | 20                   |
| Жінки    | 285     | 43                 | 184              | 58                   |
| Разом    | 587     | 110                | 399              | 78                   |